# Synanthedon tetranoma
Synanthedon tetranoma is een vlinder uit de familie wespvlinders (Sesiidae), onderfamilie Sesiinae.
Synanthedon tetranoma is voor het eerst wetenschappelijk beschreven door Meyrick in 1932. De soort komt voor in het Neotropisch gebied.